# Frontière entre les Kiribati et les Îles Marshall
La frontière entre les Kiribati et les Îles Marshall est une frontière internationale exclusivement maritime située dans l'océan Pacifique. Elle délimite la zone économique exclusive entre les deux pays entre les îles Gilbert (archipel appartenant aux Kiribati) et les îles Marshall.
Un accord entre les Kiribati, les Îles Marshall et Nauru est signé le 29 août 2012 pour établir un tripoint et les frontières entre les trois états mais en 2020, il n'est toujours pas entré en vigueur.